# Reuilly-Sauvigny
Pour les articles homonymes, voir Reuilly et Sauvigny (homonymie).
Reuilly-Sauvigny est une commune française située dans le département de l'Aisne, en région Hauts-de-France.

## Géographie
Reuilly-Sauvigny est située dans le département de l'Aisne, à vol d'oiseau à 57 km au sud de la préfecture de Laon, et à 11,4 km à l'est de la sous-préfecture de Château-Thierry. Elle se trouve à 91 km à l'est de Paris.
La commune est limitrophe du département de la Marne et avec huit communes, Passy-sur-Marne (1,2 km), Courtemont-Varennes (1,6 km), Courthiézy (3,2 km), Connigis (3,5 km), Crézancy (3,5 km), Mézy-Moulins (3,9 km), Monthurel (4,1 km) et Vallées-en-Champagne (8,9 km).
| Courtemont-Varennes  | Passy-sur-Marne  |                                                    |
| Mézy-Moulins         | Reuilly-Sauvigny | Courthiézy (Marne)                                 |
| Crézancy et Connigis | Monthurel        | Vallées-en-Champagne (Cne deléguée de Saint-Agnan) |

### Géologie et relief
Elle est située à flanc de coteau, dans une boucle de la Marne.

### Hydrographie
La commune est située dans le bassin Seine-Normandie. Elle est drainée par la Marne,.
La Marne  prend sa source sur le plateau de Langres, dans la commune de Saints-Geosmes (Haute-Marne) et se jette dans la Seine entre Charenton-le-Pont et Alfortville (Val-de-Marne) dans le quartier de Conflans-l'Archevêque.

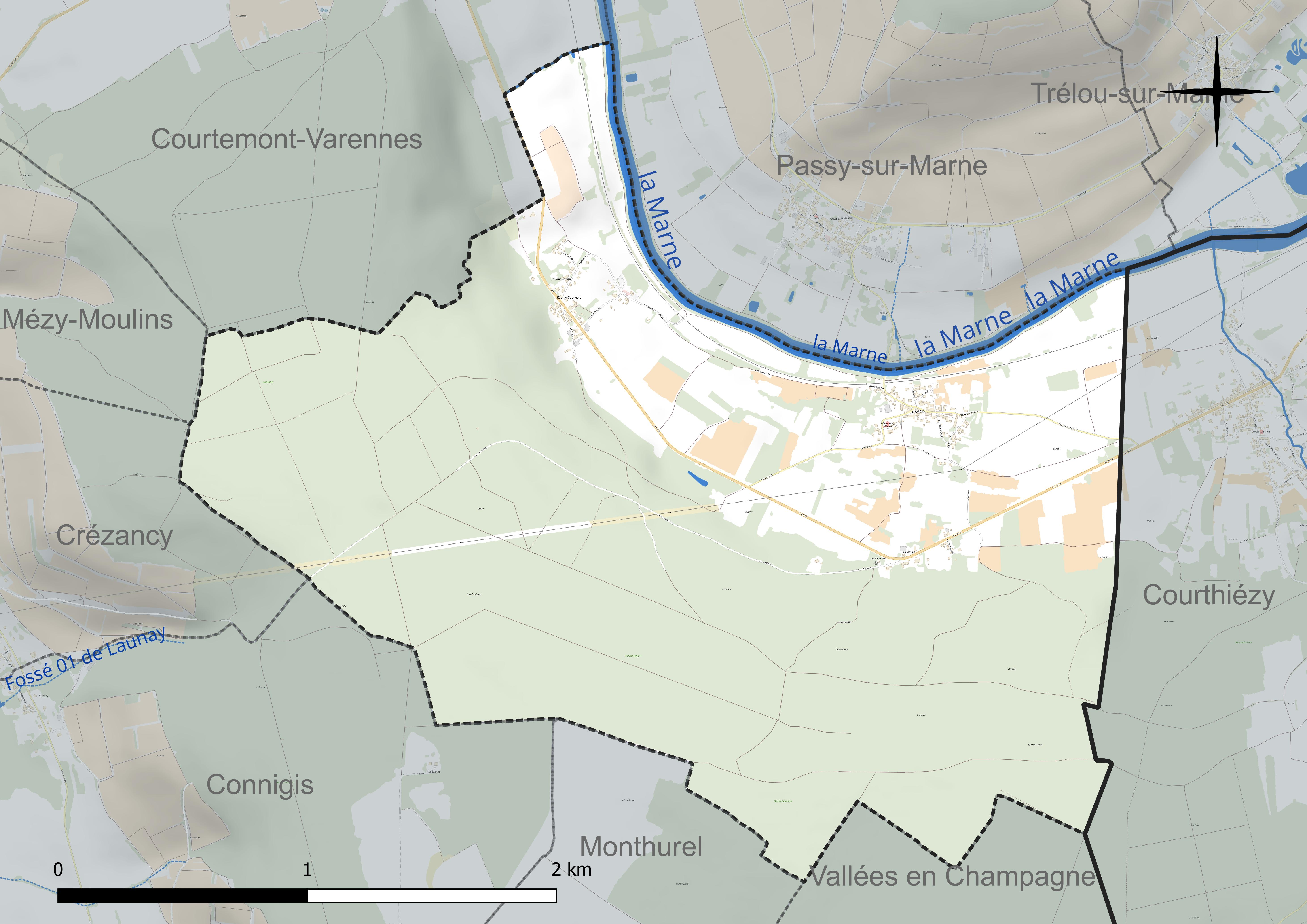
Réseau hydrographique de Reuilly-Sauvigny.

### Climat
Pour des articles plus généraux, voir Climat des Hauts-de-France et Climat de l'Aisne.
En 2010, le climat de la commune est de type climat océanique dégradé des plaines du Centre et du Nord, selon une étude du CNRS s'appuyant sur une série de données couvrant la période 1971-2000. En 2020, Météo-France publie une typologie des climats de la France métropolitaine dans laquelle la commune est exposée à un climat océanique altéré et est dans la région climatique Nord-est du bassin Parisien, caractérisée par un ensoleillement médiocre, une pluviométrie moyenne régulièrement répartie au cours de l'année et un hiver froid (3 °C).
Pour la période 1971-2000, la température annuelle moyenne est de 10,3 °C, avec une amplitude thermique annuelle de 15,4 °C. Le cumul annuel moyen de précipitations est de 746 mm, avec 11,3 jours de précipitations en janvier et 8,4 jours en juillet. Pour la période 1991-2020, la température moyenne annuelle observée sur la station météorologique la plus proche, située sur la commune de Blesmes à 9 km à vol d'oiseau, est de 10,6 °C et le cumul annuel moyen de précipitations est de 713,0 mm,. Pour l'avenir, les paramètres climatiques de la commune estimés pour 2050 selon différents scénarios d'émission de gaz à effet de serre sont consultables sur un site dédié publié par Météo-France en novembre 2022.

## Urbanisme

### Typologie
Au 1er janvier 2024, Reuilly-Sauvigny est catégorisée commune rurale à habitat dispersé, selon la nouvelle grille communale de densité à 7 niveaux définie par l'Insee en 2022.
Elle est située hors unité urbaine. Par ailleurs la commune fait partie de l'aire d'attraction de Château-Thierry, dont elle est une commune de la couronne,. Cette aire, qui regroupe 52 communes, est catégorisée dans les aires de moins de 50 000 habitants,.

### Occupation des sols
L'occupation des sols de la commune, telle qu'elle ressort de la base de données européenne d'occupation biophysique des sols Corine Land Cover (CLC), est marquée par l'importance des forêts et milieux semi-naturels (67,6 % en 2018), une proportion identique à celle de 1990 (67,6 %). La répartition détaillée en 2018 est la suivante : forêts (67,6 %), zones agricoles hétérogènes (27,4 %), terres arables (5 %).
L'évolution de l'occupation des sols de la commune et de ses infrastructures peut être observée sur les différentes représentations cartographiques du territoire : la carte de Cassini (XVIIIe siècle), la carte d'état-major (1820-1866) et les cartes ou photos aériennes de l'IGN pour la période actuelle (1950 à aujourd'hui).

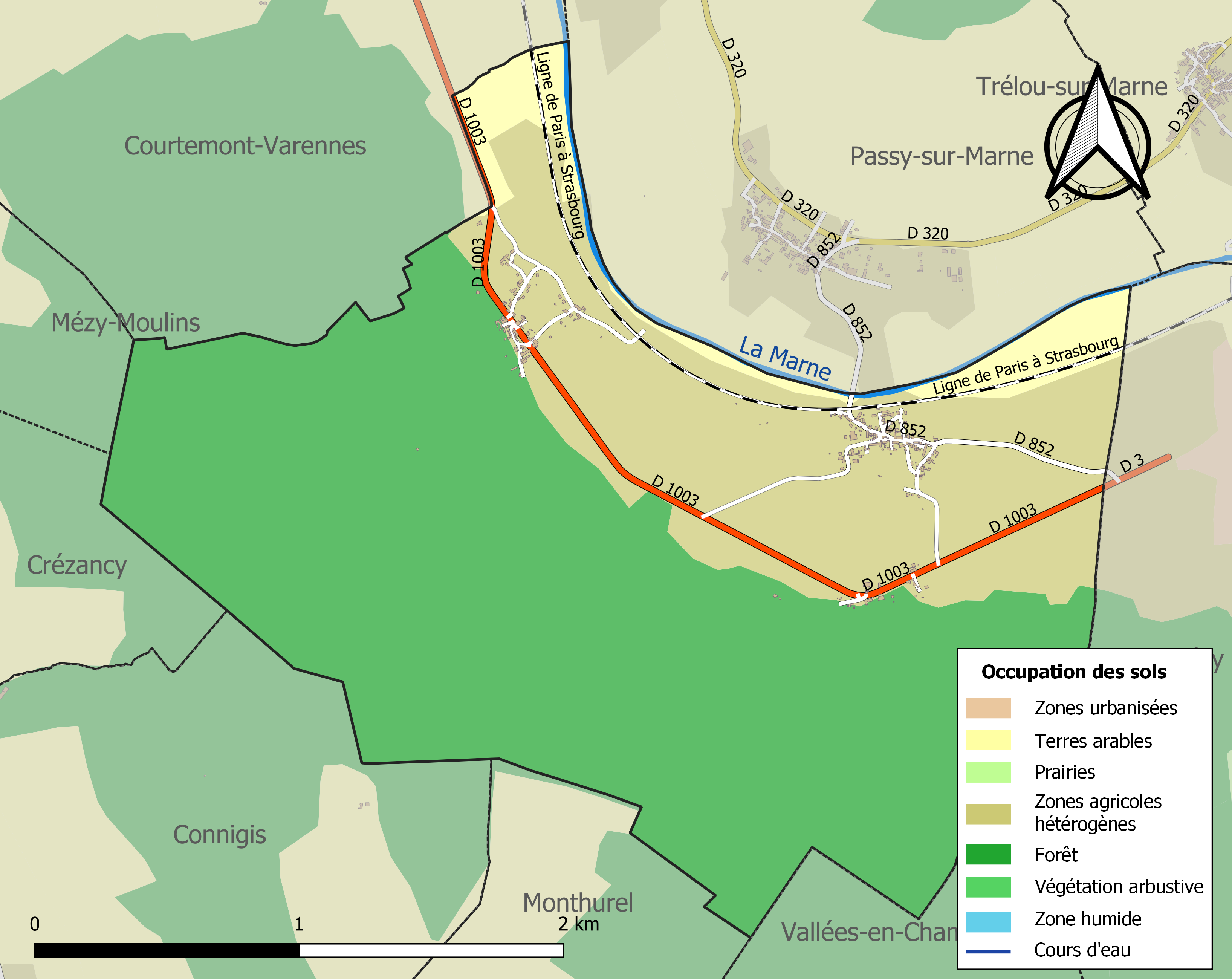
Carte de l'occupation des sols de la commune en 2018 (CLC).

## Toponymie
Le nom de la localité est attesté sous les formes Rœuilly-Sauvigny (1681) ; Reully-Sauvigny (1692) ; Reuilly-en-Champagne (1782).
Sauvigny est un ancien hameau de la commune.

## Histoire
Deux gués permettaient de traverser la Marne à la hauteur de la commune, en faisant un point stratégique pendant les deux dernières guerres. Reuilly fut très endommagée.

## Politique et administration

### Découpage territorial
La commune de Reuilly-Sauvigny est membre de la communauté d'agglomération de la Région de Château-Thierry, un établissement public de coopération intercommunale (EPCI) à fiscalité propre créé le 1er janvier 2017 dont le siège est à Étampes-sur-Marne. Ce dernier est par ailleurs membre d'autres groupements intercommunaux.
Sur le plan administratif, elle est rattachée à l'arrondissement de Château-Thierry, au département de l'Aisne et à la région Hauts-de-France. Sur le plan électoral, elle dépend du  canton d'Essômes-sur-Marne pour l'élection des conseillers départementaux, depuis le redécoupage cantonal de 2014 entré en vigueur en 2015, et de la cinquième circonscription de l'Aisne  pour les élections législatives, depuis le dernier découpage électoral de 2010.

### Administration municipale
| Période                                  | Période                       | Identité         | Étiquette | Qualité                                 |
| ---------------------------------------- | ----------------------------- | ---------------- | --------- | --------------------------------------- |
| Les données manquantes sont à compléter. |                               |                  |           |                                         |
| avant 1995                               | mars 2008                     | Stéphane Detrier | DVD       |                                         |
| mars 2008                                | En cours (au 13 juillet 2020) | Daniel Saroul    | DVD       | Retraité Réélu pour le mandat 2020-2026 |

## Démographie

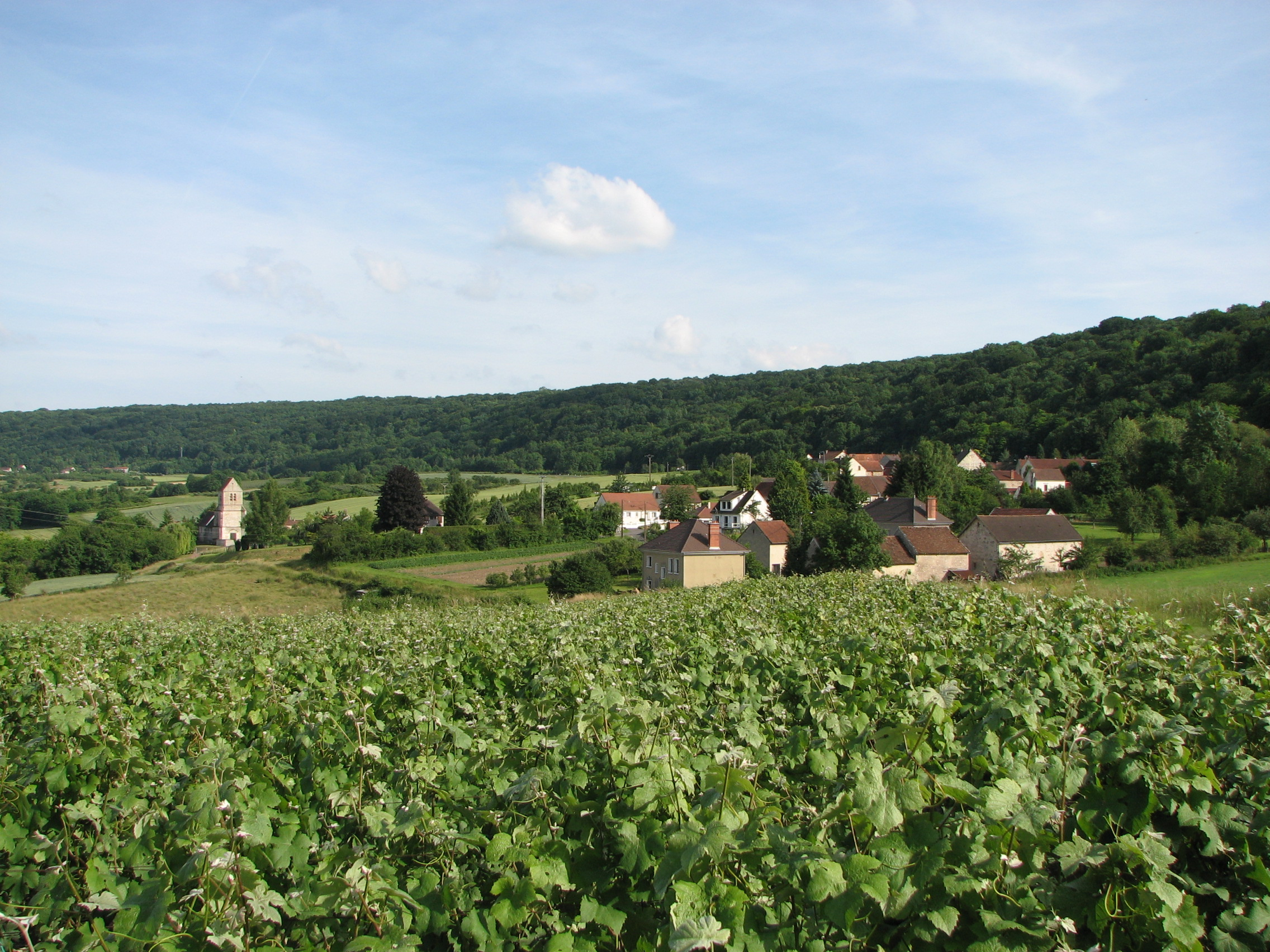
Vue de Reuilly depuis les vignobles.

L'évolution du nombre d'habitants est connue à travers les recensements de la population effectués dans la commune depuis 1793. Pour les communes de moins de 10 000 habitants, une enquête de recensement portant sur toute la population est réalisée tous les cinq ans, les populations de référence des années intermédiaires étant quant à elles estimées par interpolation ou extrapolation. Pour la commune, le premier recensement exhaustif entrant dans le cadre du nouveau dispositif a été réalisé en 2007.

En 2022, la commune comptait 213 habitants, en évolution de +1,91 % par rapport à 2016 (Aisne : −1,97 %, France hors Mayotte : +2,11 %).
| 1793 | 1800 | 1806 | 1821 | 1831 | 1836 | 1841 | 1846 | 1851 |
| ---- | ---- | ---- | ---- | ---- | ---- | ---- | ---- | ---- |
| 289  | 265  | 269  | 323  | 358  | 368  | 371  | 385  | 364  |

| 1856 | 1861 | 1866 | 1872 | 1876 | 1881 | 1886 | 1891 | 1896 |
| ---- | ---- | ---- | ---- | ---- | ---- | ---- | ---- | ---- |
| 339  | 326  | 318  | 295  | 303  | 278  | 283  | 262  | 245  |

| 1901 | 1906 | 1911 | 1921 | 1926 | 1931 | 1936 | 1946 | 1954 |
| ---- | ---- | ---- | ---- | ---- | ---- | ---- | ---- | ---- |
| 245  | 216  | 210  | 171  | 189  | 142  | 166  | 177  | 169  |

| 1962 | 1968 | 1975 | 1982 | 1990 | 1999 | 2006 | 2007 | 2012 |
| ---- | ---- | ---- | ---- | ---- | ---- | ---- | ---- | ---- |
| 191  | 155  | 153  | 163  | 189  | 213  | 231  | 234  | 223  |

| 2017 | 2022 | - | - | - | - | - | - | - |
| ---- | ---- | - | - | - | - | - | - | - |
| 201  | 213  | - | - | - | - | - | - | - |

## Culture locale et patrimoine

### Lieux et monuments
- Église Saint-Blaise dont les premières constructions remontent au XIIIe siècle.

### Héraldique
| Blason de Reuilly-Sauvigny | Blason  | De sinople à l'épée d'or, à la fasce ondée d'argent chargée de trois lionceaux de gueules brochant sur le tout. Ornements extérieursCroix de guerre 1914-1918 |
| Blason de Reuilly-Sauvigny | Détails | Création de Jean-François Binon adoptée par la municipalité en 2006.                                                                                          |